# Kerriochloa siamensis
Kerriochloa es un género monotípico de plantas herbáceas de la familia de las poáceas. Su única especie: Kerriochloa siamensis C.E.Hubb., es originaria de Tailandia y Camboya

## Descripción
Afín a Ischaemum L., del que difiere por sus racimos solitarios y cortamente pedunculados que surgen de los laterales de las espatas, y por sus espículas fuertemente heteromorfas: con las espículas sésiles ligeramente comprimidas por los lados, con la gluma inferior cartácea, convexa en el dorso y ecarinada; con las espículas pediceladas comprimidas dorsalmente y reducidas a la gluma inferior.

## Etimología
El nombre del género fue otorgado en honor de Arthur Francis George Kerr, recolector de la especie tipo.

## Variedades
- -     - Kerriochloa siamensis var. dalatensis A. Camus
    - Kerriochloa siamensis var. sabulicola A. Camus